# فونار
الرَّقَّاصة أو الفونار (الاسم العلمي: Funaria) هو جنس من النباتات يتبع الفصيلة الفونارية من رتبة الفوناريات. يكثر نبات الفونار في الأماكن الرطبة الظليلة حيث يغطي مساحات كبيرة من الأرض على الرغم من صغر حجمه حيث يتراوح طوله ما بين 3-5 ملم

## تركيبه
يتكون نبات الفونار من شبه ساق قصيرة قائمة تحمل أشباه أوراق صغيرة خضراء ذات ترتيب حلزوني (لولبي)، وأشباه جذور تثبته في التربة، ويظهر على الجيل المشيجي في بعض فترات حياة النبات(الجيل)البوغي الذي يتألف من القدم والعنق والكيس البوغي (العلبة) الذي تتكون بداخله الأبواغ.

## دورة حياة الفونار
تبدأ حياة نبات الفونار بسقوط الجراثيم أحادية المجموعة الصبغية (n) على الأرض الرطبة الظليلة لتنبت وينتج فيها طوراً خيطياً مميزاً للحزازيات القائمة يسمى الخيط الأولي (الخيط الفطري) (Protonema) البروتونيما الذي يعطي أشباه الجذور (Rhizoids) لأسفل وتعطي النبات المشيجي الأولى Protogametophyte)) الذي يفقد صلته بعد ذلك بالخيط الأولي (Protonema) ليعطي النبات المشيجي (Gametophyte) وهو الطور السائد في دورة الحياة، وهو مميز خارجياً إلى شبه ساق يحمل مجموعة من أشباه الأوراق تتكون من طبقة واحدة لها عرق وسطي مميز وللساق أشباه جذور.

## أنواع الفونار
- فونار الينابيع
- فونار إبري
- فونار إبريقي الشكل
- فونار أشعر
- فونار أليف الرمال
- فونار أليف الصحراء
- فونار أمريكي
- فونار أنديزي
- فونار بالنسي
- فونار براسي
- فونار برترواني
- فونار بورنيوني
- فونار بيكاري
- فونار تشيلوي
- فونار ثؤلولي
- فونار جاوي
- فونار جيمسوني
- فونار داكن
- فونار رقيق
- فونار شاذ
- فونار شعيري
- فونار شفيف
- فونار شوفالييري
- فونار شيلي
- فونار صغير الثمار
- فونار ضفافي
- فونار طرفي
- فونار طويل الرقبة
- فونار طويل الشعر
- فونار عالي
- فونار غضروفي
- فونار فونتانيسي
- فونار قطبي جنوبي
- فونار قطبي شمالي
- فونار كبير الثمار
- فونار كليمنجاروي
- فونار كهرماني
- فونار لينديجي
- فونار مائل
- فونار متبدل
- فونار متساوي الأسنان
- فونار متغير
- فونار متموج
- فونار محدب
- فونار مخرزي
- فونار مستقيم الثمار
- فونار مسطح الأوراق
- فونار مصفر
- فونار مفلطح
- فونار ملتوي
- فونار ملعقي
- فونار ملعقي الأوراق
- فونار منتفخ
- فونار منحني الساق
- فونار منشاري
- فونار منفرج
- فونار موريشيوسي
- فونار ناعم
- فونار نبوتي
- فونار نيلي
- فونار هلدبرندي
- فونار هوكرياني
- فونار هولستي
- فونار واليشي
- فونار ياباني

==انظر أيضًا==الفونار